# Bałtycki Klucz Lodowy
Bałtycki Klucz Lodowy (w skrócie BKL) – system wczesnego ostrzegania, służący do przekazywania wiadomości odnośnie do zalodzenia portów, wybranych stref przybrzeżnych, torów wodnych oraz odcinków tras morskich na Morzu Bałtyckim i najbliższych wodach Morza Północnego, znajdujących się tuż za szelfem kontynentalnym.
Swoim zasięgiem obejmuje następujące państwa: Polskę, Finlandię, Rosję, Estonię, Łotwę, Litwę, Szwecję, Danię, Niemcy, Holandię oraz Norwegię.
Ma postać szyfrowanej depeszy składającej się z grupy czterech cyfr, z których każda obejmuje: stopień zalodzenia i sposób rozmieszczenia lodu, stadium rozwoju lodu, rodzaj lodu oraz jego topografię i warunki do żeglugi w lodzie. Każda depesza jest poprzedzana identyfikatorem liczbowym charakterystycznym dla danego obszaru obserwacyjnego.
Wybrzeża i okolice wybrzeży danych państw zostały podzielone na regiony obserwacyjne w celu łatwiejszego identyfikowania poszczególnych akwenów. Obejmują one z reguły: port, prowadzący do niego tor wodny, obszar morza przed portem oraz obszar morza bezpośrednio przylegający do portu.